# Léon Carcassonne
 (mai 2019).
Si vous disposez d'ouvrages ou d'articles de référence ou si vous connaissez des sites web de qualité traitant du thème abordé ici, merci de compléter l'article en donnant les références utiles à sa vérifiabilité et en les liant à la section « Notes et références ».
Pour les articles homonymes, voir Carcassonne.
Léon Carcassonne est un médecin français.

## Biographie
Fils de David Carcassonne (en), il est conseiller municipal de Nîmes, et préside l'Académie de Nîmes en 1885.